# Narodowy Komitet Olimpijski Republiki Azerbejdżanu
Narodowy Komitet Olimpijski Republiki Azerbejdżanu (azer. Azərbaycan Milli Olimpiya Komitəsi) – stowarzyszenie związków i organizacji sportowych z siedzibą w Baku, zajmujące się organizacją udziału reprezentacji Azerbejdżanu w igrzyskach olimpijskich i europejskich oraz upowszechnianiem idei olimpijskiej i promocją sportu, a także reprezentowaniem sportu Azerbejdżanu w organizacjach międzynarodowych, w tym w Międzynarodowym Komitecie Olimpijskim.